# Söngvakeppnin 2024
Der 33. Söngvakeppnin 2024 fand zwischen dem 17. Februar und dem 2. März 2024 statt und war der isländische Vorentscheid für den Eurovision Song Contest 2024 in Malmö (Schweden). Produzierender und ausstrahlender Fernsehsender war wie in den vorherigen Jahren die isländische Rundfunkanstalt RÚV. Es gewann Hera Björk mit dem Lied Scared of Heights.

## Format

### Konzept
Am 31. Mai 2023 bestätigte RÚV seine Teilnahme am Eurovision Song Contest 2024. Gleichzeitig gab man bekannt, dass man erneut den Söngvakeppnin als Vorentscheid nutzen werde.

### Beitragswahl
Zwischen dem 15. Juni und dem 10. September 2023 konnten interessierte Künstler ihre Beiträge bei RÚV einreichen. Insgesamt wurden 118 Beiträge eingereicht. Neben diesen Einreichungen behält sich RÚV auch vor, Künstler direkt zum Vorentscheid einzuladen.

### Austragungsort
Die beiden Halbfinale werden in den Truenorth Studios stattfinden, das Finale in der Laugardalshöll.

### Moderation
Die Moderation wird wie im Vorjahr von Ragnhildur Steinunn Jónsdóttir, Unnsteinn Manuel Stefánsson sowie Sigurður Þorri Gunnarsson übernommen werden.

## Teilnehmer
Die Teilnehmer wurden am 27. Januar 2024 vorgestellt. Hera Björk nahm bereits 2010 am Eurovision Song Contest teil.

## Halbfinale

### Erstes Halbfinale
Das erste Halbfinale fand am 17. Februar statt.
| Platz | Startnr. | Interpret  | Lied Musik (M) und Text (T) | Sprache    | Übersetzung (inoffiziell) | Stimmen |
| ----- | -------- | ---------- | --- | ---------- | ------------------------- | ------- |
| 1     | 3        | Væb        | Bíómynd M/T: Drífa Nadía Thoroddsen Mechiat, Hálfdán Helgi Matthíasson, Matthías Davíð Matthíasson                              | Isländisch | Filmszene                 | 7.347   |
| 2     | 5        | Anita      | Stingum af M/T: Ásdís María Viðarsdóttir, Jake Tench                                                                            | Isländisch | Wir laufen weg            | 6.514   |
| 3     | 1        | Blankiflúr | Sjá þig M/T: Albert Sigurðsson, Hólmfríður Sigurðardóttir, Kristín Sigurðardóttir, Páll Axel Sigurðsson, Sólveig Sigurðardóttir | Isländisch | Liebe dich                | 3.046   |
| 4     | 2        | CeaseTone  | Ró M/T: Hafsteinn Þráinsson, Halldór Eldjárn, Una Torfadóttir                                                                   | Isländisch | Fluss                     | 1.344   |
| 5     | 4        | Sunny      | Fiðrildi M/T: Nikulás Nikulásson, Sunna Kristinsdóttir                                                                          | Isländisch | Schmetterling             | 577     |

 Kandidat hat sich direkt für das Finale qualifiziert.

### Zweites Halbfinale
Das zweite Halbfinale fand am 24. Februar statt.
| Platz | Startnr. | Interpret    | Lied Musik (M) und Text (T)                                                                | Sprache    | Übersetzung (inoffiziell) | Stimmen |
| ----- | -------- | ------------ | ------------------------------------------------------------------------------------------ | ---------- | ------------------------- | ------- |
| 1     | 3        | Bashar Murad | Vestrið villt M/T: Bashar Murad, Einar Hrafn Stefánsson, Matthías Tryggvi Haraldsson       | Isländisch | Wilder Westen             | 9.034   |
| 2     | 5        | Hera Björk   | Við förum hærra M/T: Ásdís María Viðarsdóttir, Ferras Alqaisi, Jaro Omar, Michael Burek    | Isländisch | Höhenangst                | 8.552   |
| 3     | 1        | Sigga Ózk    | Um allan alheiminn M/T: Birkir Blær, Mikołaj Maciej Trybulec, Sigríður Ósk Hrafnkelsdóttir | Isländisch | Überall im Universum      | 6.730   |
| 4     | 4        | Maiaa        | Fljúga burt M/T: Baldvin Snær Hlynsson, Helga Soffía Ólafsdóttir, María Agnesardóttir      | Isländisch | Wegfliegen                | 3.184   |
| 5     | 2        | Heiðrún Anna | Þjakaður af ást M/T: Heiðrún Anna Björnsdóttir, Rut Ríkey Tryggvadóttir                    | Isländisch | Von Liebe gequält         | 1.053   |

 Kandidat hat sich direkt für das Finale qualifiziert.
 Kandidat hat sich über die Wildcard für das Finale qualifiziert.

## Finale
Das Finale fand am 2. März 2024 stattfinden. Bis auf Væb entschieden alle andere Teilnehmer ihre Songs in der Englischen Version vorzutragen.
| Platz | Startnr. | Interpret    | Lied Musik (M) und Text (T)                                                                        | Sprache    | Übersetzung (inoffiziell) | Juryvoting | Televoting | Gesamt |
| ----- | -------- | ------------ | -------------------------------------------------------------------------------------------------- | ---------- | ------------------------- | ---------- | ---------- | ------ |
| 1     | 4        | Bashar Murad | Wild West M/T: Bashar Murad, Einar Hrafn Stefánsson, Matthías Tryggvi Haraldsson                   | Englisch   | Wilder Westen             | 21.304     | 26.359     | 47.663 |
| 2     | 2        | Hera Björk   | Scared of Heights M/T: Ásdís María Viðarsdóttir, Ferras Alqaisi, Jaro Omar, Michael Burek          | Englisch   | Höhenangst                | 16.661     | 15.406     | 32.067 |
| 3     | 5        | Sigga Ózk    | Into the Atmosphere M/T: Birkir Blær, Mikołaj Maciej Trybulec, Sigríður Ósk Hrafnkelsdóttir        | Englisch   | In die Atmosphäre         | 16.114     | 14.595     | 30.709 |
| 4     | 1        | Væb          | Bíómynd M/T: Drífa Nadía Thoroddsen Mechiat, Hálfdán Helgi Matthíasson, Matthías Davíð Matthíasson | Isländisch | Filmszene                 | 13.656     | 15.727     | 29.383 |
| 5     | 3        | Anita        | Downfall M/T: Ásdís María Viðarsdóttir, Jake Tench                                                 | Englisch   | Untergang                 | 14.476     | 10.124     | 24.600 |

 Kandidat hat sich für das Superfinale qualifiziert.

### Detailliertes Juryvoting
| Startnr. | Song                | Juror 1 | Juror 2 | Juror 3 | Juror 4 | Juror 5 | Juror 6 | Juror 7 | Gesamt |
| -------- | ------------------- | ------- | ------- | ------- | ------- | ------- | ------- | ------- | ------ |
| 1        | Bíómynd             | 1.639   | 1.912   | 1.639   | 1.912   | 2.185   | 2.731   | 1.639   | 13.656 |
| 2        | Scared of Heights   | 1.912   | 2.185   | 2.185   | 1.639   | 3.278   | 2.185   | 3.278   | 16.661 |
| 3        | Downfall            | 2.185   | 1.639   | 2.731   | 2.731   | 1.639   | 1.639   | 1.912   | 14.476 |
| 4        | Wild West           | 3.278   | 2.731   | 3.278   | 3.278   | 2.731   | 3.278   | 2.731   | 21.304 |
| 5        | Into the Atmosphere | 2.731   | 3.278   | 1.912   | 2.185   | 1.912   | 1.912   | 2.185   | 16.114 |

## Superfinale
| Startnr. | Interpret    | Lied Musik (M) und Text (T)                                                               | Sprache  | Übersetzung (inoffiziell) | Erste Runde | Zweite Runde | Gesamt  |
| -------- | ------------ | ----------------------------------------------------------------------------------------- | -------- | ------------------------- | ----------- | ------------ | ------- |
| 1        | Hera Björk   | Scared of Heights M/T: Ásdís María Viðarsdóttir, Ferras Alqaisi, Jaro Omar, Michael Burek | Englisch | Höhenangst                | 32.067      | 68.768       | 100.835 |
| 2        | Bashar Murad | Wild West M/T: Bashar Murad, Einar Hrafn Stefánsson, Matthías Tryggvi Haraldsson          | Englisch | Wilder Westen             | 47.663      | 49.832       | 97.495  |